# Hydro Tasmania
Hydro Tasmania (früher HEC, kurz für Hydro-Electric Corporation) ist ein öffentliches Unternehmen im Besitz des australischen Bundesstaates Tasmanien und dessen Hauptlieferant für Elektrizität. Aufgrund der gebirgigen Topographie und des niederschlagsreichen Klimas in Zentral- und Westtasmanien ist das Unternehmen auf Energiegewinnung aus Wasserkraft spezialisiert.
Hydro Tasmania betreibt derzeit 27 Wasserkraftwerke, ein Wärmekraftwerk und zwei Ölkraftwerke. Darüber hinaus besitzt es einen Windpark und ein Solarkraftwerk auf King Island.

## Geschichte

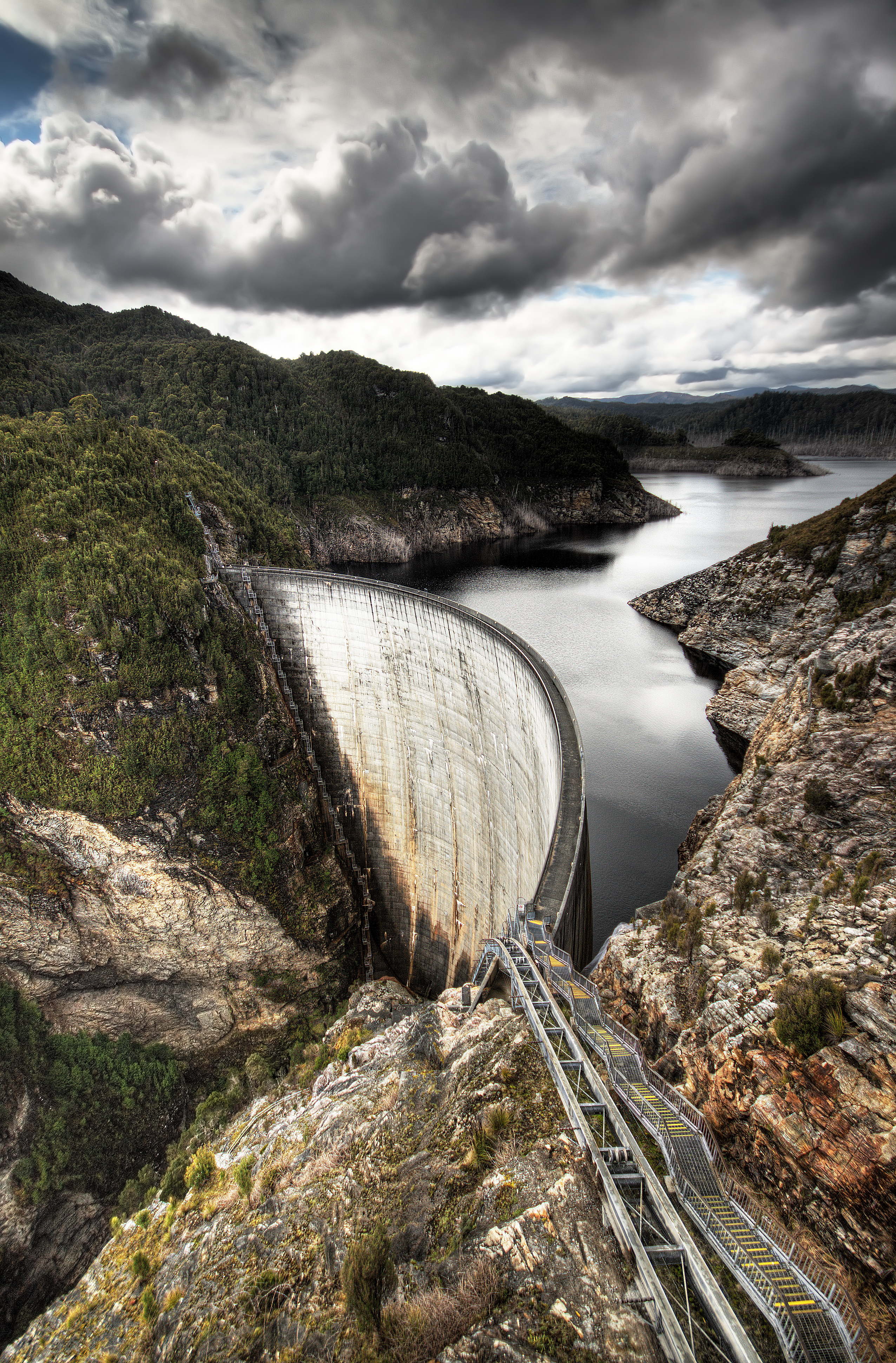
Der 140 m hohe Damm am Lake Gordon

1914 richtete die tasmanische Regierung ein Ministerium für Wasserkraft (Hydro-Electric Department) ein, um das erste Wasserkraftwerk, die Waddamana Hydro-Electric power station fertigzustellen. Das Ministerium übernahm zusätzlich zwei private Wasserkraftanlagen in Launceston und am Lake Margaret und benannte sich 1929 in Hydro-Electric Commission (HEC) um.
Nach Ende des Zweiten Weltkriegs kamen viele Immigranten nach Tasmanien und in der Folge wurden neue Kraftwerke, hauptsächlich in den Central Highlands, gebaut. Als dort die Zahl der potentiellen Standorte für neue Kraftwerke zur Neige ging, begann man nach und nach, den Westen der Insel zu erschließen. In dieser Zeit wurden Stauseen wie der Lake Gordon und der Lake Pedder errichtet.
Anfang der 1980er Jahre geriet dieser Prozess jedoch ins Stocken; Durch Protestbewegungen innerhalb der Bevölkerung gegen den Bau neuer Stauseen, die den Verlust wertvoller Naturgebiete anprangerten, konnte beispielsweise der Franklin Dam nicht gebaut werden.
Am 1. Juli 1998 wurden im Zuge der Deregulierung des australischen Strommarkts die einzelnen Sparten der HEC in drei Unternehmen aufgeteilt:
- Hydro Tasmania: Kraftwerksbetrieb und Energieerzeugung
- Transend Networks: Energieübertragung
- Aurora Energy: Vertrieb an Endkunden

Im Mai 2005 trat Tasmanien dem National Electricity Market, der australischen Strombörse, bei.